# Joint Photographic Experts Group
Joint Photographic Experts Group (JPEG) es el nombre de un comité de expertos que creó un estándar de compresión y codificación de archivos e imágenes fijas, que es actualmente uno de los formatos más utilizados para fotografías. Este comité fue integrado desde sus inicios por la fusión de varias agrupaciones en un intento de compartir y desarrollar su experiencia en la digitalización de imágenes. La ISO, tres años antes (abril de 1983), había iniciado sus investigaciones en el área.
Además de ser un método de compresión, es a menudo considerado como un formato de archivo. JPEG/Exif es el formato de imagen más común, utilizado por las cámaras fotográficas digitales y otros dispositivos de captura de imagen, junto con JPG/JFIF, que también es otro formato para el almacenamiento y la transmisión de imágenes fotográficas en la World Wide Web. Estas variaciones de formatos a menudo no se distinguen, y se llaman “JPEG”. Los archivos de este tipo se suelen nombrar con la extensión .jpg.

## Compresión del JPEG

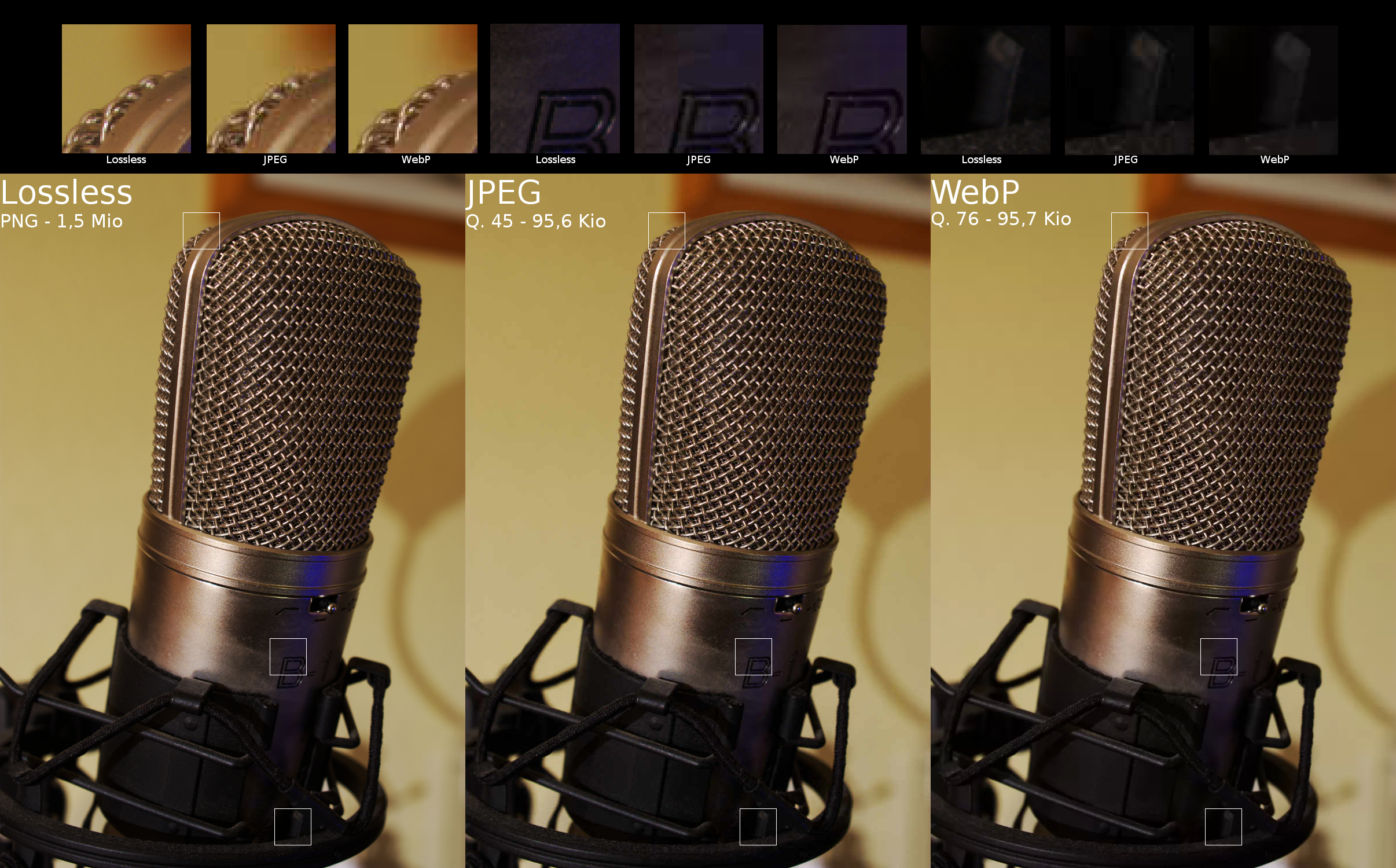
Comparativa de calidad entre la imagen original, comprimida en JPG (con pérdida) y comprimida en WebP (con pérdida).

El formato JPEG utiliza habitualmente un algoritmo de compresión con pérdida para reducir el tamaño de los archivos de imágenes. Esto significa que al descomprimir o visualizar la imagen no se obtiene exactamente la misma imagen de la que se partía antes de la compresión. Existen también tres variantes del estándar JPEG que comprimen la imagen sin pérdida de datos: JPEG 2000, JPEG-LS y Lossless JPEG. 
El algoritmo de compresión JPEG se basa en dos fenómenos visuales del ojo humano: uno es el hecho de que es mucho más sensible al cambio en la luminancia que en la crominancia; es decir, capta más claramente los cambios de brillo que de color. El otro es que nota con más facilidad pequeños cambios de brillo en zonas homogéneas que en zonas donde la variación es grande, por ejemplo en los bordes de los cuerpos de los objetos.
Una de las características del JPEG es la flexibilidad a la hora de ajustar el grado de compresión. Un grado de compresión muy alto generará un archivo de pequeño tamaño, a costa de una pérdida significativa de calidad. Con una tasa de compresión baja se obtiene una calidad de imagen muy parecida a la del original, pero con un tamaño de archivo mayor.
La pérdida de calidad cuando se realizan sucesivas compresiones es acumulativa. Esto significa que si se comprime una imagen y se descomprime, se perderá calidad de imagen, pero si se vuelve a comprimir una imagen ya comprimida se obtendrá una pérdida todavía mayor. Cada sucesiva compresión causará pérdidas adicionales de calidad. La compresión con pérdida no es conveniente en imágenes o gráficos que tengan textos, líneas o bordes muy definidos, pero sí para archivos que contengan grandes áreas de colores sólidos.
El formato JPEG no incluye en su codificación la gestión del canal alfa, que es lo que define la opacidad de un píxel en una imagen. Por tanto a diferencia de formatos como el PNG, o variantes del estándar como el JPEG 2000, el formato JPEG estándar no es capaz de gestionar transparencias.

## Codificación
Muchas de las opciones del estándar JPEG se usan poco. Esto es una descripción breve de uno de los muchos métodos usados comúnmente para comprimir imágenes cuando se aplican a una imagen de entrada con 24 bits por pixel (ocho por cada rojo, verde, y azul, o también dicho "8 bits por canal"). Esta opción particular es un método de compresión con pérdida.

### Transformación del espacio de color

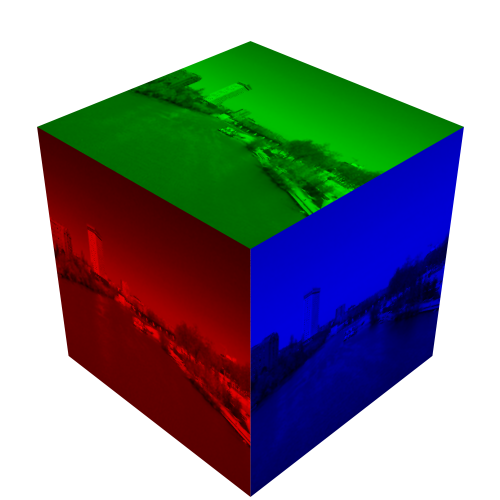
Esquema del modelo RGB.

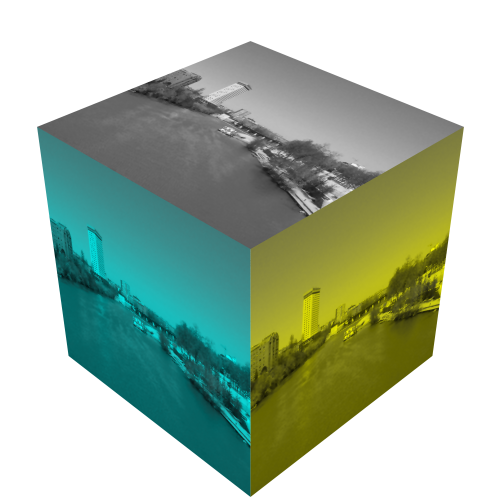
Esquema del modelo YUV.

Comienza convirtiendo la imagen desde su modelo de color RGB a otro llamado YUV o YCbCr. Este espacio de color es similar al que usan los sistemas de color para televisión PAL y NTSC, pero es mucho más parecido al sistema de televisión  MAC (Componentes Analógicas Multiplexadas).
Este espacio de color (YUV) tiene tres componentes:
- La componente Y, o luminancia (información de brillo); es decir, la imagen en escala de grises.
- Las componentes U o Cb y V o Cr, respectivamente diferencia del azul (relativiza la imagen entre azul y rojo) y diferencia del rojo (relativiza la imagen entre verde y rojo); ambas señales son conocidas como crominancia (información de color).

Las ecuaciones que realizan este cambio de base de RGB a YUV son las siguientes:
```
Y  =      0,257 * R + 0,504 * G + 0,098 * B + 16
Cb = U = -0,148 * R - 0,291 * G + 0,439 * B + 128
Cr = V =  0,439 * R - 0,368 * G - 0,071 * B + 128
```

Las ecuaciones para el cambio inverso se pueden obtener despejando de las anteriores y se obtienen las siguientes:
```
B = 1,164 * (Y - 16)                     + 2,018 * (U - 128)
G = 1,164 * (Y - 16) - 0,813 * (V - 128) - 0,391 * (U - 128)
R = 1,164 * (Y - 16) + 1,596 * (V - 128)
```

NOTA: Estas ecuaciones están en continua investigación, por lo que se pueden encontrar en libros y en la red otras ecuaciones distintas pero con coeficientes muy parecidos.
Si se analiza el primer trío de ecuaciones veremos que las tres componentes toman como valor mínimo el 16. El canal de luminancia (canal Y) tiene como valor máximo el 235, mientras que los canales de crominancia el 240. Todos estos valores caben en un byte haciendo redondeo al entero más próximo. Durante esta fase no hay pérdida significativa de información, aunque el redondeo introduce un pequeño margen de error imperceptible para el ojo humano.

### Submuestreo

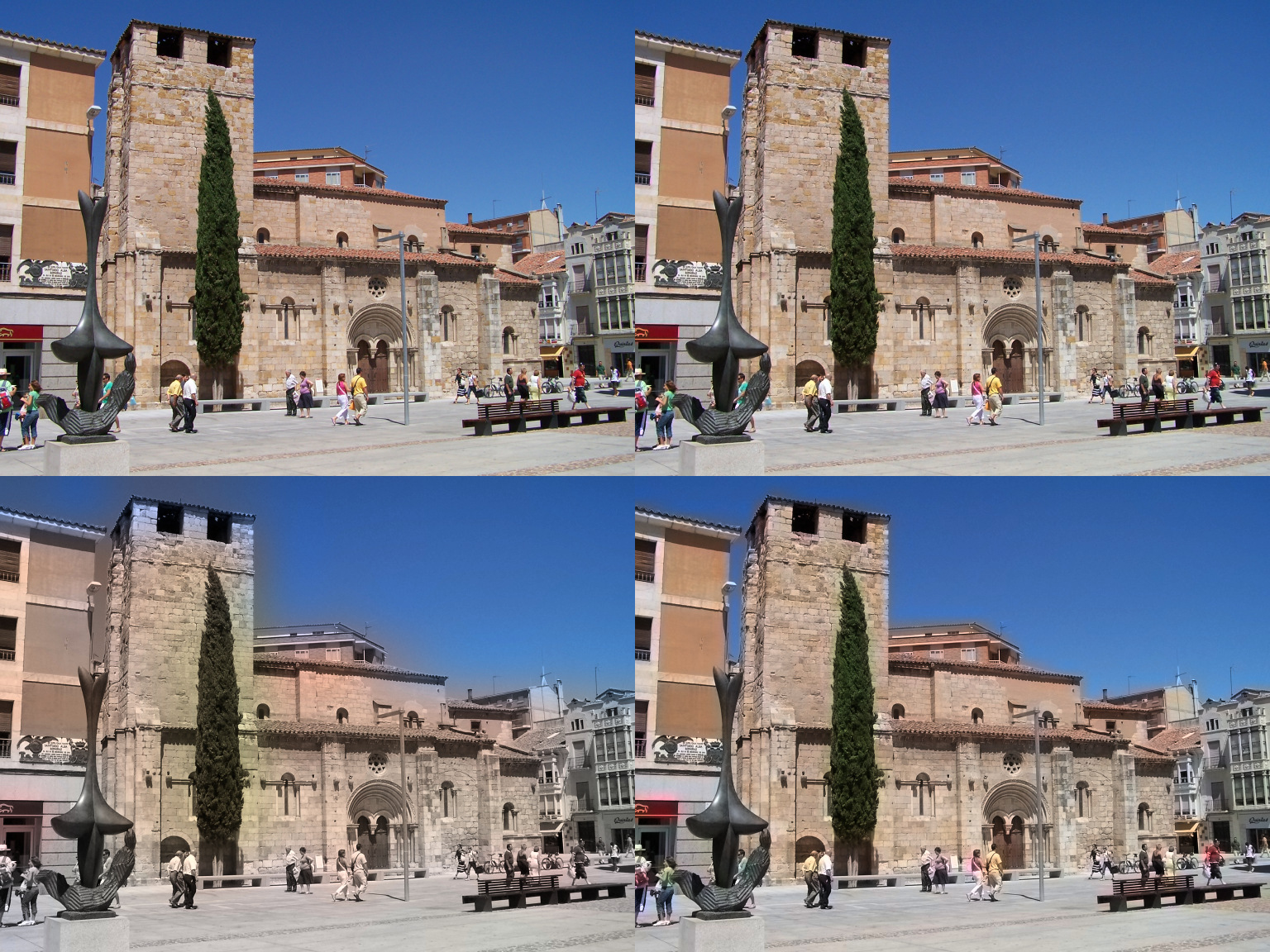
Ligera explicación visual sobre el submuestreo. La imagen de arriba a la izquierda es la original; las otras sufren unos submuestreos de color agresivos que dan idea de los efectos de esta técnica. Ampliar para mejor visualización.

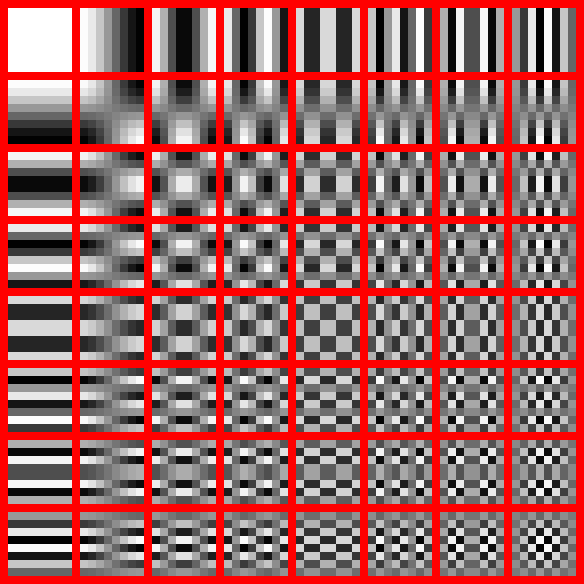
El algoritmo JPEG transforma la imagen en cuadrados de 8×8 y luego almacena cada uno de estos como una combinación lineal o suma de los 64 recuadros que forman esta imagen; esto permite eliminar detalles de forma selectiva. Por ejemplo, si una casilla tiene un valor muy próximo a 0, puede ser eliminada sin que afecte mucho a la calidad.

Una opción que se puede aplicar al guardar la imagen es reducir la información del color respecto a la de brillo (debido al fenómeno visual en el ojo humano comentado anteriormente). Hay varios métodos: si este paso no se aplica, la imagen sigue en su espacio de color YUV (este submuestreo se entiende como 4:4:4), con lo que la imagen no sufre pérdidas. Puede reducirse la información cromática a la mitad, 4:2:2 (reducir en un factor de 2 en dirección horizontal), con lo que el color tiene la mitad de resolución (en horizontal) y el brillo sigue intacto. Otro método, muy usado, es reducir el color a la cuarta parte, 4:2:0, en el que el color se reduce en un factor de 2 en ambas direcciones, horizontal y vertical. Si la imagen de partida estaba en escala de grises (blanco y negro), puede eliminarse por completo la información de color, quedando como 4:0:0.
Algunos programas que permiten el guardado de imágenes en JPEG (como el que usa GIMP) se refieren a estos métodos con 1×1,1×1,1×1 para YUV 4:4:4 (no perder color), 2×1,1×2,1×1 para YUV 4:2:2 y 2×2,1×1,1×1 para el último método, YUV 4:2:0.
Las técnicas algorítmicas usadas para este paso (para su reconstrucción exactamente) suelen ser interpolación bilineal, vecino más próximo, convolución cúbica, Bezier, b-spline y Catmun-Roll.rh

### Transformación discreta de coseno (DCT)
Cada componente de la imagen se divide en pequeños bloques de 8×8 píxeles, que se procesan de forma casi independiente, lo que disminuye notablemente el tiempo de cálculo. De esto resulta la típica formación cuadriculada, que se vuelve visible en las imágenes guardadas con alta compresión. Si la imagen sufrió un submuestreo del color, los colores quedarían en la imagen final en bloques de 8×16 y 16×16 píxeles, según fuese 4:2:2 o 4:2:0.
Después, cada pequeño bloque se convierte al dominio de la frecuencia a través de la transformación discreta de coseno, abreviadamente llamada DCT.
Un ejemplo de uno de esos pequeños bloques de 8×8 inicial es este:
{\displaystyle {\begin{bmatrix}52&55&61&66&70&61&64&73\\63&59&55&90&109&85&69&72\\62&59&68&113&144&104&66&73\\63&58&71&122&154&106&70&69\\67&61&68&104&126&88&68&70\\79&65&60&70&77&68&58&75\\85&71&64&59&55&61&65&83\\87&79&69&68&65&76&78&94\end{bmatrix}}}
El siguiente proceso es restarles 128 para que queden números en torno al 0, entre -128 y 127.
{\displaystyle {\begin{bmatrix}-76&-73&-67&-62&-58&-67&-64&-55\\-65&-69&-73&-38&-19&-43&-59&-56\\-66&-69&-60&-15&16&-24&-62&-55\\-65&-70&-57&-6&26&-22&-58&-59\\-61&-67&-60&-24&-2&-40&-60&-58\\-49&-63&-68&-58&-51&-60&-70&-53\\-43&-57&-64&-69&-73&-67&-63&-45\\-41&-49&-59&-60&-63&-52&-50&-34\end{bmatrix}}}
Se procede a la transformación por DCT de la matriz, y el redondeo de cada elemento al número entero más cercano.
{\displaystyle {\begin{bmatrix}-415&-30&-61&27&56&-20&-2&0\\4&-22&-61&10&13&-7&-9&5\\-47&7&77&-25&-29&10&5&-6\\-49&12&34&-15&-10&6&2&2\\12&-7&-13&-4&-2&2&-3&3\\-8&3&2&-6&-2&1&4&2\\-1&0&0&-2&-1&-3&4&-1\\0&0&-1&-4&-1&0&1&2\end{bmatrix}}}
Nótese que el elemento más grande de toda la matriz aparece en la esquina superior izquierda; este es el coeficiente DC.

## Cuantificación digital

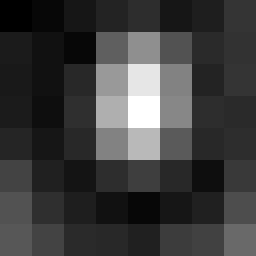
"Antes de", en un bloquecillo 8×8 (ampliación ×16).

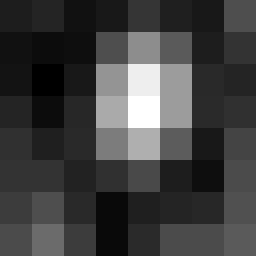
"Después de", en un bloquecillo 8×8, se notan errores respecto a la primera imagen, como en la esquina inferior izquierda, que está más clara.

El ojo humano es muy bueno detectando pequeños cambios de brillo en áreas relativamente grandes, pero cuando el brillo cambia rápidamente en pequeñas áreas no (variación de alta frecuencia). Debido a esta condición, se puede eliminar las altas frecuencias, sin pérdida excesiva de calidad visual. Esto se realiza dividiendo cada componente en el dominio de la frecuencia por una constante para ese componente, y redondeándolo a su número entero más cercano. Este es el proceso en el que se pierde la mayor parte de la información (y calidad) cuando una imagen es procesada por este algoritmo. El resultado de esto es que la ctm los componentes de las altas frecuencias, tienden a igualarse a cero, mientras que muchos de los demás, se convierten en números positivos y negativos pequeños.
Una matriz de cuantificación típica es la matriz de Losheller que se usa opcionalmente en el estándar JPEG:
{\displaystyle {\begin{bmatrix}16&11&10&16&24&40&51&61\\12&12&14&19&26&58&60&55\\14&13&16&24&40&57&69&56\\14&17&22&29&51&87&80&62\\18&22&37&56&68&109&103&77\\24&35&55&64&81&104&113&92\\49&64&78&87&103&121&120&101\\72&92&95&98&112&100&103&99\end{bmatrix}}}
Dividiendo cada coeficiente de la matriz de la imagen transformada entre cada coeficiente de la matriz de cuantificación, se obtiene esta matriz, ya cuantificada:
{\displaystyle {\begin{bmatrix}-26&-3&-6&2&2&-1&0&0\\0&-2&-4&1&1&0&0&0\\-3&1&5&-1&-1&0&0&0\\-4&1&2&-1&0&0&0&0\\1&0&0&0&0&0&0&0\\0&0&0&0&0&0&0&0\\0&0&0&0&0&0&0&0\\0&0&0&0&0&0&0&0\end{bmatrix}}}
Por ejemplo, cuantificando el primer elemento, el coeficiente DC, sería así:
{\displaystyle \mathrm {round} \left({\frac {-415}{16}}\right)=\mathrm {round} \left(-25.9375\right)=-26}

## Codificación entrópica
La codificación entrópica es una forma especial de la compresión sin pérdida de datos. Para ello se toman los elementos de la matriz siguiendo una forma de zig-zag, poniendo grupos con frecuencias similares juntos, e insertando ceros de codificación, y usando la codificación Huffman para lo que queda. También se puede usar la codificación aritmética, superior a la de Huffman, pero que rara vez se usa, ya que está cubierta por patentes, esta compresión produce archivos un 5 % menores, pero a costa de un mayor tiempo de codificación y decodificación, esta pequeña ganancia, puede emplearse también en aplicar un menor grado de compresión a la imagen, y obtener más calidad para un tamaño parecido.
En la matriz anterior, la secuencia en zig-zag, es esta:

−26, −3, 0, −3, −2, −6, 2, −4, 1 −4, 1, 1, 5, 1, 2, −1, 1, −1, 2, 0, 0, 0, 0, 0, −1, −1, 0, 0, 0, 0, 0, 0, 0, 0, 0, 0, 0, 0, 0, 0, 0, 0, 0, 0, 0, 0, 0, 0, 0, 0, 0, 0, 0, 0, 0, 0, 0, 0, 0, 0, 0, 0, 0, 0
JPEG tiene un código Huffman para cortar la cadena anterior en el punto en el que el resto de coeficientes sean ceros, y así, ahorrar espacio:

−26, −3, 0, −3, −2, −6, 2, −4, 1 −4, 1, 1, 5, 1, 2, −1, 1, −1, 2, 0, 0, 0, 0, 0, −1, −1, EOB

## Ruido producido por la compresión

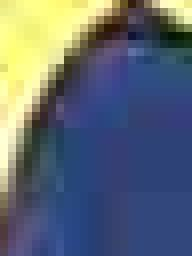
Tras la compresión, suelen quedar a veces bloques como estos o píxeles, en este caso en una pequeña parte de una imagen ampliada.

El resultado tras la compresión, puede variar, en función de la agresividad de los divisores de la matriz de cuantización, a mayor valor de esos divisores, más coeficientes se convierten en ceros, y más se comprime la imagen. Pero mayores compresiones producen mayor ruido en la imagen, empeorando su calidad. Una imagen con una fuerte compresión (1-15 %) puede tener un tamaño de archivo mucho menor, pero tendrá tantas imperfecciones que no será interesante, una compresión muy baja (98-100 %) producirá una imagen de muy alta calidad, pero, tendrá un tamaño tan grande que quizás interese más un formato sin pérdida como PNG.
La mayoría de las personas que naveguen por Internet estarán familiarizadas con estas imperfecciones, que son el resultado de lograr una buena compresión. Para evitarlas, se tendrá que reducir el nivel de compresión o aplicar compresión sin pérdida, produciendo mayores ficheros después.

## Decodificación
El proceso de decodificación es similar al seguido hasta ahora, solo que de forma inversa. En este caso, al haber perdido información, los valores finales no coincidirán con los iniciales.
Se toma la información de la matriz, se decodifica, y se pone cada valor en su casilla correspondiente. Después se multiplica cada uno de estos valores por el valor correspondiente de la matriz de cuantización usada, como muchos valores son ceros, sólo se recuperan (y de forma aproximada) los valores de la esquina superior izquierda.
Después se deshace la transformación DCT:
{\displaystyle {\begin{bmatrix}-416&-33&-60&32&48&-40&0&0\\0&-24&-56&19&26&0&0&0\\-42&13&80&-24&-40&0&0&0\\-56&17&44&-29&0&0&0&0\\18&0&0&0&0&0&0&0\\0&0&0&0&0&0&0&0\\0&0&0&0&0&0&0&0\\0&0&0&0&0&0&0&0\end{bmatrix}}}
{\displaystyle {\begin{bmatrix}-68&-65&-73&-70&-58&-67&-70&-48\\-70&-72&-72&-45&-20&-40&-65&-57\\-68&-76&-66&-15&22&-12&-58&-61\\-62&-72&-60&-6&28&-12&-59&-56\\-59&-66&-63&-28&-8&-42&-69&-52\\-60&-60&-67&-60&-50&-68&-75&-50\\-54&-46&-61&-74&-65&-64&-63&-45\\-45&-32&-51&-72&-58&-45&-45&-39\end{bmatrix}}}
Y finalmente se suma 128 a cada entrada:
{\displaystyle {\begin{bmatrix}60&63&55&58&70&61&58&80\\58&56&56&83&108&88&63&71\\60&52&62&113&150&116&70&67\\66&56&68&122&156&116&69&72\\69&62&65&100&120&86&59&76\\68&68&61&68&78&60&53&78\\74&82&67&54&63&64&65&83\\83&96&77&56&70&83&83&89\end{bmatrix}}}
Para comparar las diferencias entre el bloque original y el comprimido, se halla la diferencia entre ambas matrices, la media de sus valores absolutos, da una ligera idea de la calidad perdida:
{\displaystyle {\begin{bmatrix}-8&-8&6&8&0&0&6&-7\\5&3&-1&7&1&-3&6&1\\2&7&6&0&-6&-12&-4&6\\-3&2&3&0&-2&-10&1&-3\\-2&-1&3&4&6&2&9&-6\\11&-3&-1&2&-1&8&5&-3\\11&-11&-3&5&-8&-3&0&0\\4&-17&-8&12&-5&-7&-5&5\end{bmatrix}}}
Se puede observar que las mayores diferencias están cerca de la mancha, y por la parte inferior, entre la esquina izquierda y el centro, notándose más esta última, ya que corre una mancha clara que antes estaba más hacia la esquina. La media de los valores absolutos de las restas es 4.8125, aunque en algunas zonas es mayor.